# Falsk risråtta
Falsk risråtta (Pseudoryzomys simplex) är en hamsterartad gnagare som förekommer i Sydamerika och den enda arten i sitt släkte.

## Beskrivning
Individerna når en kroppslängd mellan 9 och 14 cm och därtill kommer en 11 till 14 cm lång svans. Vikten varierar mellan 30 och 56 gram. Pälsens färg på ovansidan är brun till gulbrun, buken är vitaktig. Den långa svansen bär hår, öronen är små och de bakre fötterna är stora med simhud mellan tårna.
Utbredningsområdet sträcker sig från östra Bolivia och västra Paraguay till centrala Brasilien och norra Argentina. Habitatet utgörs av öppna landskap utan skog, falsk risråtta vistas alltid nära vattenansamlingar. Den har bra simförmåga. Det är nästan ingenting känt om levnadssättet. IUCN listar arten som livskraftig (least concern) men väntar på en bättre studie angående beståndets storlek.
Tidigare var arten bara känt från fossil som daterades till pleistocen men senare hittades levande individer. I början räknades arten till släktet risråttor (Oryzomys) men på grund av skillnader i molarernas konstruktion ställs den idag i ett eget släkte.